# Coleophora littorella
Coleophora littorella é uma espécie de mariposa do gênero Coleophora pertencente à família Coleophoridae.